# Simon van Adelberg
Simon van Adelberg (Utrecht, 14 augustus 1853 – Amsterdam, 6 juli 1938) was een Nederlands violist.

## Biografie
Hij werd geboren binnen het gezin van Joodse koopman Joseph van Adelberg en Rachel Landsburger. Hij trouwde in 1880 met Virginie de Jong (overleden 1914), in 1915 hertrouwde hij met onderwijzeres Rosalie Duparc (Den Haag, 28 maart 1873 – Concentratiekamp Auschwitz), een vriendin van haar. In 1931 legde Louis Hartz hem in een portret vast. Hij overleed op 6 juli 1938. Hij werd begraven op begraafplaats Zorgvlied; de Vrijmetselarij was daarbij aanwezig.

## Muzikale carrière
Hij kreeg zijn muzikale opleiding van Herman Jacob Dahmen, dirigent van het Utrechts Stedelijk Orkest. Er is een concert van hem bekend in 1869 waarbij werd geconstateerd dat zijn aanleg groot was. Vervolgens ging hij studeren aan het conservatorium in Keulen. In 1873 keerde hij terug naar Nederland en werd bij zijn leraar tweede concertmeester in Utrecht. Hij begon tevens les te geven in zang en viool aan de Muziekschool van Toonkunst. Hij speelde in die tijd ook altviool in kamermuziekensembles. In 1891 vertrok hij naar Amsterdam om tweede concertmeester te worden van het Paleisorkest van Richard Hol. Ook in deze stad was hij betrokken bij de kamermuziek. Er bestond enige tijd het Van Adelberg Kwartet. Met Christiaan Timmner, de latere concertmeester van het Concertgebouworkest en Henri Bosmans speelde hij bij de Nederlandse Opera van Cornelis van der Linden. Hij was tevens leider van dameskoor Renata in Leiden, O.D.I. in Hilversum. Als altist maakte hij deel uit van Caecilia in Amsterdam. 
Hij richtte samen met Ary Belinfante de "Eerste Particuliere Muziekschool en Conservatorium" op, gevestigd in de Johannes Verhulststraat 112 te Amsterdam en later in de Watergraafsmeer. Aaron werd in 1924 opgevolgd door zijn zoon Daniel. Van Adelberg verliet om gezondheidsredenen in 1929 het instituut. Hij was voorts enige jaren secretaris van de Amsterdamse vereniging van muziekonderwijzers en – onderwijzeressen, ook even voor de Nederlandse Muziekpedagogisch Verbond en schreef voor het Muziekpedagogisch Maandblad. Hij was in die laatste functie voorstander van het introduceren van een uniform systeem in lesgeven, geïntroduceerd door Henri Heitze, collega uit Arnhem. 
Peter van Anrooy is een van zijn leerlingen. 